# 铃子香属
铃子香属（学名：Chelonopsis）是唇形科下的一个属，为草本或亚灌木至灌木植物。该属共有约16种，分布自克什米尔地区经中国至日本。